# Seren Bundy-Davies
Seren Bundy-Davies (* 30. Dezember 1994 in Manchester) ist eine britische Sprinterin, die sich auf den 400-Meter-Lauf spezialisiert hat.

## Sportliche Laufbahn
2015 gewann sie bei den Halleneuropameisterschaften in Prag Bronze über 400 Meter und Silber in der 4-mal-400-Meter-Staffel. Bei den Weltmeisterschaften in Peking holte sie mit der britischen 4-mal-400-Meter-Stafette Bronze. 2016 gewann sie mit der britischen Staffel in Amsterdam den Europameistertitel.

## Persönliche Bestzeiten
- 400 m: 51,26 s, 11. Juni 2016 in Genf
  - Halle: 51,60 s, 30. Januar 2016 in Wien